# Pont Simón Bolívar
Le Pont International Simón Bolívar est la principale voie terrestre qui relie la Colombie au Venezuela. Ce pont à deux voies, mesurant 315 m de long et 7,3 m de largeur, traverse le Río Táchira qui marque la frontière entre les deux pays.